# Назви Індії її офіційними мовами
Республіка Індія має багато офіційних назв, що виражають її мовне розмаїття. Англійська (латинським алфавітом) та гінді (письмом деванагарі) є офіційними мовами союзного уряду Індії відповідно до статті 343 Конституції Індії, і в країні немає національної мови. Англійська мова має статус «допоміжної офіційної мови» відповідно до пункту 3 Закону про офіційні мови 1963 року. Для романізації гінді використовується транслітерація Хантера, яка є «національною системою романізації в Індії» та офіційно використовуються урядом Індії. У Восьмому додатку до Конституції Індії перераховано 22 мови, які були названі офіційними мовами та отримали визнання, статус та офіційну підтримку.
Уряд Індії на чолі з прем'єр-міністром Нарендрою Моді планує ухвалити резолюцію про зміну офіційної назви країни на Бхарат. Це питання вирішуватиметься під час спеціальної сесії парламенту 18-22 вересня 2023 року.

## Гінді та англійська
| Мова       | Мова                      | Офіційна коротка форма | Офіційна повна форма |
| ---------- | ------------------------- | ---------------------- | -------------------- |
| Гінді      | Деванагарі                | भारत                    | भारत गणराज्य            |
| Гінді      | Хантерська транслітерація | Bhārat                 | Bhārat Gaṇrājya      |
| Англійська | Англійська                | Індія                  | Республіка Індія     |

## Мови восьмого розкладу
| Мова             | Мова                       | Офіційна коротка назва для Індія | Офіційна коротка назва для Індія | Офіційна повна назва в Республіці Індії | Офіційна повна назва в Республіці Індії | Деталі                          | Деталі | «Республіка»                              | «Республіка»         |
| Офіціальна назва | Назва сценарію             | Індійська писемність             | Транслітерація                   | Indian script                           | Транслітерація IPA                      | Транслітерація показана система | Деталі діалекту або статус сценарію                                                                       | Індійська писемність                      | Транслітерація IPA   |
| ---------------- | -------------------------- | -------------------------------- | -------------------------------- | --------------------------------------- | --------------------------------------- | ------------------------------- | --- | ----------------------------------------- | -------------------- |
| Ассамська        | Східне нагарі              | ভাৰত                              | Bhārôt                           | ভাৰত গণৰাজ্য                               | Bhārôt Gônôrāzyô                        |                                 | | গণৰাজ্য                                     | Gônôrāzyô            |
| Бенальська       | Східне нагарі              | ভারত                              | Bhārot                           | ভারতীয় প্রজাতন্ত্র                            | Bhārotiyo Projātôntro                   |                                 | | প্রজাতন্ত্র                                   | Projātôntro          |
| Бодо             | Devanagari                 | भारत                              | Bhārôt                           | भारत गणराज्य                               | Bhārôt Gônôrājyô                        |                                 | | गणराज्य                                     | Gônôrājyô            |
| Dogri            | Деванаґарі                 | भारत                              | Bhārat                           | भारत गणराज्य                               | Bhārat Ganrājya                         |                                 | | गणराज्य                                     | Ganrājya             |
| Гуджараті        | Gujarati                   | ભારત                              | Bhārat                           | ભારતીય ગણતંત્ર                              | Bhārtiya Gaṇtāntrā                      | ISO 15919                       | | ગણતંત્ર                                     | Gaṇtāntrā            |
| Гінді            | Деванаґарі                 | भारत                              | Bhārat                           | भारत गणराज्य                               | Bhārat Ganrājya                         | Hunterian                       | | गणराज्य                                     | Ganrājya             |
| Каннада          | Каннада                    | ಭಾರತ                              | Bhārata                          | ಭಾರತ ಗಣರಾಜ್ಯ                               | Bhārata Gaṇarājya                       | ISO 15919                       | | ಗಣರಾಜ್ಯ                                     | Gaṇarājya            |
| Кашмірська       | Персо-арабська в Насталік  | ہِندوستان                         | Hindōstān                        | جۆمہوٗرِیَہ ہِندوستان                       | Jomhūriyā Hindōstān                     |                                 | використовується на банктнотах                                                                            | جۆمہوٗرِیَہ                                  | Jomhūriyā            |
| Конкані          | Деванаґарі                 | भारत                              | Bharot                           | भारत गणराज्य                               | Bhārat Gaṇrājya                         |                                 | | गणराज्य                                     | Gaṇrājya             |
| Майтхілі         | Деванаґарі                 | भारत                              | Bhārat                           | भारत गणराज्य                               | Bhārat Gaṇarājya                        |                                 | | गणराज्य                                     | Gaṇarājya            |
| Майтхілі         | Деванаґарі                 | भारत                              | Bhārat                           | भारत गणराज्य                               | /bʱaːrət̪ᵊ gɐɳᵊraːd͡ʑjə/                  | IPA                             | /gɐɳᵊraːd͡ʑjə/                                                                                             | गणराज्य                                     |                      |
| Малаялам         | Малаялам                   | ഭാരതം                              | Bhāratam                         | ഭാരതമഹാരാജ്യം                                | Bhāratamahārājyaṁ                       | ISO 15919                       | | മഹാരാജ്യം                                     | Mahārājyaṁ           |
| Маратхі          | Деванаґарі у стилі Балбод  | भारत                              | Bhārat                           | भारतीय प्रजासत्ताक                            | Bhārtīya Prajāsattāk                    |                                 | | प्रजासत्ताक                                   | Prajāsattāk          |
| Маніпурі         | Bengali Assamese           | ভারত                              | Bharôt                           | ভারত গণরাজ্য                               | Bharôt Gôṇôrajyô                        |                                 | | গণরাজ্য                                     | Gôṇôrajyô            |
| Маніпурі         | Маніпурі                   |                                  | Індія                            |                                         |                                         |                                 | |                                           |                      |
| Непальська       | Деванаґарі                 | भारत                              | Bhārat                           | गणतन्त्र भारत                              | Gaṇatantra Bhārat                       |                                 | | गणतन्त्र                                    | Gaṇatantra           |
| Орія             | Odia                       | ଭାରତ                              | Bhārata                          | ଭାରତ ଗଣରାଜ୍ୟ                               | Bhārata Gaṇarājya                       |                                 | | ଗଣରାଜ୍ୟ                                     | Gaṇarājya            |
| Пенджабська      | Ґурмукхі                   | ਭਾਰਤ                              | Bhārat                           | ਭਾਰਤ ਗਣਰਾਜ                                | Bhārat Gaṇrāj                           |                                 | Персо-арабське письмо використовується для пакистанських діалектів, але не має офіційного статусу в Індії | ਗਣਰਾਜ                                      | Gaṇrāj               |
| Санскрит         | Деванаґарі                 | भारतम्                             | Bhāratam                         | भारतमहाराज्यम्                               | Bhāratamahārājyam                       |                                 | |                                           |                      |
| Санталі          | Ol Chiki                   | ᱥᱤᱧᱚᱛ                            | Siñôt                            | ᱥᱤᱧᱚᱛ ᱨᱮᱱᱟᱜ ᱟᱹᱯᱱᱟᱹᱛ                     | Siñôt Renāg Ăpnăt                       |                                 | Махалі є діалектом Санталі.                                                                               | ᱟᱹᱯᱱᱟᱹᱛ                                   | Ăpnăt                |
| Санталі          | Деванаґарі                 | भारोत                              | Bharot                           |                                         |                                         |                                 | |                                           |                      |
| Синдхі           | Деванаґарі                 | भारत                              | Bhārat                           | भारत गणतन्त्र                              | Bhārat Gaṇtantra                        |                                 | | गणतन्त्र                                    | Gaṇtāntrā            |
| Синдхі           | Персо-арабська             | ڀارت                             | Bhārat                           | جمھوريا ڀارت                            | Jamhūriyā Bhārat                        |                                 | | جمھوريا                                   | Jamhūriyā            |
| Тамільска        | Тамільске                  | இந்தியா (officially), பாரதம்          | Intiyā, Pāratam                  | இந்தியக் குடியரசு                             | Intiyak kuṭiyaracu                      |                                 | | குடியரசு                                     | Kuṭiyaracu           |
| Телугу           | Telugu                     | భారతదేశం                            | Bhārata                          | భారత గణతంత్ర రాజ్యము                          | Bhāratha Gaṇathanthra Rājyamu           | ISO 15919                       | | గణతంత్ర రాజ్యము                                | Gaṇathanthra Rājyamu |
| Урду             | персо-арабською у Насталік | ہندوستان                         | Hindustān                        | جمہوریہ ہندوستان                        | Jamhūriyā Hindustān                     |                                 | | Шаблон:Uninaskh (Насх) جمہوریہ (Nastaliq) | Jamhūriyā            |

Виноски: 
1. 1 2  Кольори: назви позначені кольором за схожістю.
2. ↑  Офіційна(і) система(и) або письмо(-ва) показані спочатку для кожної мови. (Якщо вони не відображаються на вашому пристрої, більшість із них доступні для Windows у сімействі шрифтів Microsoft Nirmala UI або для всіх систем у безкоштовних шрифтах Noto fonts Google.)
3. ↑  Короткі назви посилаються на сторінку Вікіпедії про Індію цією мовою, якщо вона доступна.
4. ↑  Image of the text in the font Noto Sans Ol Chiki. The script is also available in the Microsoft font family Nirmala UI. Файл:Ol Chiki Sinot 2020-06-05.svg"Siñôt" ᱥᱤᱧᱚᱛ in Ol Chiki script
5. ↑  இந்தியா "Intiyā" офіційно використовується урядами штатів Таміл Наду та Пудучеррі, тоді як у державному гімні Таміл Наду Tamil Thai Valthu використовується பாரத "Pārata".